# Бахлу (кратер)
Бахлу (лат. Bahloo) — ударный кратер на поверхности Гипериона, спутника Сатурна. Примерные координаты центра — 36° с. ш. 196° з. д. / 36° с. ш. 196° з. д.. Находится внутри намного более крупного безымянного кратера, диаметр которого составляет 122 км (при том, что средний размер самого Гипериона составляет 288 км), а глубина порядка 10 км. Кратер Бахлу был обнаружен на снимках космического аппарата «Вояджер-2» в 1981 году, а в дальнейшем его снял в более высоком разрешении аппарат «Кассини».

## Эпоним
Кратер назван в честь Бахлу — в мифах аборигенов Австралии — Луна, творец младенцев-девочек. Это название было утверждено Международным астрономическим союзом в 1982 году.